# グナエウス・オクタウィウス (紀元前87年の執政官)
グナエウス・オクタウィウス（ラテン語: Gnaeus Octavius、紀元前130年頃 - 紀元前87年）は、紀元前2世紀後期・紀元前1世紀初期の共和政ローマの政治家・軍人。紀元前87年に執政官（コンスル）を務めた。

## 出自
グナエウス・オクタウィウスが属するプレブス（平民）のオクタウィウス氏族は、紀元前230年にグナエウス・オクタウィウス・ルフスが財務官（クァエストル）に就任したことで歴史に登場する。ルフスには二人の息子がいたことが分かっている。次男ガイウスの子孫は騎士階級に留まったが、ガイウスの玄孫がローマ帝国初代皇帝アウグストゥス（出生時の名前はガイウス・オクタウィウス・トゥリヌス）である。ルフスの長男のグナエウスは紀元前205年に法務官（プラエトル）に就任している。
その子グナエウスは紀元前165年に氏族として初めて執政官に就任した。その子グナエウスも紀元前128年に執政官を務めた。本記事のオクタウィウスは紀元前128年の執政官の息子である。この家系は代々コグノーメン（第三名、家族名）を名乗っていない。

## 経歴

### 早期の経歴
オクタウィウスが生まれたのは紀元前130年頃と推定される。
オクタウィウスに関する最初の記録は、紀元前100年末のことである。この頃ローマ内部の政治対立は際立っており、元老院とエクィテス（騎士階級）は団結して、ポプラレス（民衆派）の護民官ルキウス・アップレイウス・サトゥルニヌスに対抗していた。結果、サトゥルニヌスは反乱を起こし、12月10日に殺害される。オクタウィウスもサトゥルニヌスと戦ったはずである。キケロは、サンカ神殿の武器庫に集まったノビレス（新貴族）の名前を列挙しているが、「全てのオクタウィウス氏族」と書いている。
時期は不明だが、オクタウィウスはアエディリス（按察官）選挙に立候補し、落選している。しかし、執政官就任年とウィッリウス法の規定から逆算して、遅くとも紀元前90年にはプラエトル（法務官）に就任したはずである。法務官時代、オクタウィウスはギリシアの東側にいた。現代の歴史学者はデロス島に彼の像が建てられていることから、そのように結論している。オクタウィウス氏族は彼の祖父の時代（紀元前160年代）から、東地中海の人々と関係を持っていた。

### 執政官就任と最期
紀元前88年末、オクタウィウスは執政官選挙に立候補する。この投票は、ローマ史上初の内戦の後に行われた、ルキウス・コルネリウス・スッラは、ガイウス・マリウスと護民官プブリウス・スルキピウスとローマで戦い、スルキピウスは死亡、マリウスはアフリカ属州に逃れた。ローマはスッラに占領された。スッラはプブリウス・セルウィリウス・ウァティアを支持したが、市民はスッラに敵意を抱いていた。このため、オクタウィウスは当選することができた。同僚執政官はパトリキ（貴族）のルキウス・コルネリウス・キンナであった。おそらくこの時点では、二人共にローマの政治闘争では中立であったと思われる。
スッラはすぐにミトリダテス6世との戦争に出発した。出征する前に、彼はキンナから「スッラに対して好意的態度を維持する」という成約を得たことが知られている。古代の資料には、これに関連するオクタウィウスの記述はない。しかし、キンナにのみそのような誓約をさせることは、余りに屈辱的であるため、スッラは双方の執政官から同様の誓約を得たとの説もある。何れにせよ、キンナはこの誓約を破った。執政官に就任してからしばらくの後、キンナはスルキピウスの法案を復活させ、新市民を全てのトリブスの何れかに所属させた（それまでは特定のトリブスに所属することとなっていたが、この処置で新市民は従来のローマ市民と完全に同一の権利を持つこととなる）。この行為は、当然ではあるがスルキピウスを支持していたマリウス派とキンナが同盟したことを意味する。続いて成立させた法案は、マリウスとその支持者のローマへの帰還を認めることであった。
オクタウィウスはこの法案に反対したが、大多数の庶民だけでなく多くのノビレスの支持を得ていた。護民官は法案に対して拒否権を行使したが、キンナは多数の新市民をローマに呼び寄せ、拒否権を取り消させた。元老院はセナトゥス・コンスルトゥム・ウルティムム（元老院最終布告）を出し、オクタウィウスの支持者がフォルムを占拠していたキンナの支持者を攻撃したとも言われる。アッピアノスはキンナの支持者のほうが数は多かったが、勇気にかけていたため戦いに敗れたとする。オクタウィウスの支持者は大虐殺を行い、約1万人が殺害された。キンナはローマから逃走した。元老院はキンナを解任し、ルキウス・コルネリウス・メルラが補充執政官に選出された。
一方でキンナはローマ近くの同盟都市やカンパニアのノラを包囲していたローマ正規軍の支援を受けることができた。新たな内戦が開始された。キンナ派は対元老院、オクタウィウス、メルラで団結した。マリウスは亡命先から戻り、サムニウム人もこれに加わった。結果、ローマは敵軍に囲まれることとなった。オクタウィウスとメルラはローマの防備を強化し、兵士に武器を渡した。加えて前執政官として出征していたグナエウス・ポンペイウス・ストラボとクィントゥス・カエキリウス・メテッルス・ピウスを呼び戻した。
それでも、ローマの防衛体制は極めて不十分であった。プルタルコスによると、オクタウィウスは「経験不足ではなく、非常時にも関わらず法律を遵守しようとしたために、機会を逃してしまった。例えば、多くの人々が奴隷を開放して兵士とすることを提言したが、彼はこれを拒否した」。ストラボは、ローマ近くに駐屯していたが、伝染病で多くの兵と共に病死した（プルタルコスはストラボは雷に打たれて死んだとする）。生存者はピウスの軍に組み入れられることを望んだが、ピウスはオクタウィウスに従うように助言した。するとこれら兵士は敵方につくことをした。ピウスもキンナと協定を結んでイタリアを離れた。元老院は結局マリウスとキンナに降伏することとした。
オクタウィウスはローマから脱出することを勧められたがこれを拒否した。彼はヤニクルムの丘の上で敵を待っていた。キンナはガイウス・マルキウス・ケンソリヌスを騎兵とともに派遣した。ケンソリヌスはオクタウィウスを殺害し、キンナにその首級を渡した。オクタウィウスの首級はフォルムの演壇上にさらされた。続いて殺害された他の元老院議員の首級も並べられた。

## 子孫
歴史学者F. ミュンツァーは、紀元前75年の執政官ルキウス・オクタウィウスを息子と考えている。G. サムナーは弟としている。

## 評価
キケロは『ブルトゥス』の中で「また、グナエウス・オクタウィウスの雄弁は執政官になる前には知られていなかったが、執政官になってから数多くの演説で証明された」と書いている。プルタルコスは、オクタウィウスは法を重んじる高貴な人物であり、同時にキンナと対立していたと書いている。オクタウィウスはあらゆる種類の占いに興味を持ち、占師や司祭の助言に耳を傾けていたことが知られている。彼が殺害された後、マリウスの兵士たちは彼の懐から「カルデアの星占い」を発見した。

## 参考資料

### 古代の資料
- アッピアノス『ローマ史』
- ウェッレイウス・パテルクルス『ローマ世界の歴史』
- プルタルコス『対比列伝』
- マルクス・トゥッリウス・キケロ『ブルトゥス』
- マルクス・トゥッリウス・キケロ『ラビリウス弁護』
- マルクス・トゥッリウス・キケロ『ピリッピカ』

### 研究書
- Egorov A. Julius Caesar. Political biography. - SPb. : Nestor-History, 2014 .-- 548 p. - ISBN 978-5-4469-0389-4 .
- Kivney A. What happened in 88?  // Studia Historica. - 2006. - No. VI . - S. 213-252 .
- Korolenkov A. Mari, Tsinna and Metella  // Bulletin of ancient history. - 2013. - No. 4 . - S. 113-122 .
- Korolenkov A. Pompey Strabo and his army  // Antiquitas aeterna. - 2007. - No. 2 . - S. 128-139 .
- Korolenkov A., Smykov E. Sulla. - M .: Molodaya gvardiya, 2007 .-- 430 p. - ISBN 978-5-235-02967-5 .
- Mommsen T. History of Rome. - Rostov-on-Don: Phoenix, 1997 .-- T. 2.- 642 p. - ISBN 5-222-00046-X .
- Broughton R. Magistrates of the Roman Republic. - N. Y. , 1952. - Vol. II. - 558 p.
- Münzer F. Octavius // Paulys Realencyclopädie der classischen Altertumswissenschaft . - 1937. - Bd. XVII, 2. - S. 1801-1803.
- Münzer F. Octavius 16 // Paulys Realencyclopädie der classischen Altertumswissenschaft . - 1937. - Bd. XVII, 2. - S. 1808-1810.
- Münzer F. Octavius 20 // Paulys Realencyclopädie der classischen Altertumswissenschaft . - 1937. - Bd. XVII, 2. - S. 1814-1818.
- Münzer F. Octavius 26 // Paulys Realencyclopädie der classischen Altertumswissenschaft . - 1937. - Bd. XVII, 2.- S. 1819.
- Münzer F. Octavius 79 // Paulys Realencyclopädie der classischen Altertumswissenschaft . - 1937. - Bd. XVII, 2. - S. 1853-1854.
- Sumner G. Orators in Cicero's Brutus: prosopography and chronology. - Toronto: University of Toronto Press, 1973 .-- 197 p. - ISBN 9780802052810 .